# Itziar Miranda
Itziar Miranda Vicente (Zaragoza, 21 de septiembre de 1978) es una actriz y presentadora de televisión española, conocida por su papel de Manuela Sanabria durante 19 años en Amar en tiempos revueltos y Amar es para siempre. Como escritora, es autora de las colecciones de  Miranda, y de Miranda y Tato, ambas para el público infantil-juvenil. 

## Trayectoria
Nacida en Zaragoza, se crio en la localidad oscense de Estadilla.
Diplomada en Arte Dramático en el año 2000 en la escuela Ensayo 100, en 1998 debutó en la interpretación con la película Nada en la nevera, dirigida por Álvaro Fernández Armero, año en el tuvo su primera participación en una serie de televisión, en el capítulo piloto de Periodistas (Telecinco).
Después de colaborar en otras series como El grupo (Telecinco, 2002), Ana y los 7 (TVE, 2003), en 2005 le llegó un personaje, Manolita, que le haría famosa, primero en Amar en tiempos revueltos, de La 1, hasta 2012, y después en Amar es para siempre (2013-2024), en Antena 3. Lo interpretó 19 años.
También trabajó en las series El último show (2020, Aragón TV, HBO), creada y dirigida por Alex Rodrigo (La casa de papel), Física o Química. La nueva generación, y Entre tierras, ambas en 2005 para Atresplayer.
Entre sus películas destacan, Celos (Vicente Aranda, 1999), El arte de morir (Álvaro Fernández Armero, 2000), La soledad era esto (Sergio Renán, 2002), Bendita calamidad (Gaizka Urresti, 2014) y Cariñena, vino del mar (Javier Calvo, 2025) 
Ha actuado en los teatros más importantes de España como el Teatro Español o el Centro Dramático Nacional y también en el prestigioso Festival de teatro de Mérida junto con Raúl Arévalo. 
Ha participado en montajes como Nerón (2018) junto con Raúl Arévalo en el marco del Festival de Mérida, El Tartufo ( 2011), Dani y Roberta (2012)  con Álex García en el Teatro Español o Doña Rosita la soltera (2004).También en teatros internacionales como el Solís de Uruguay.  
Como presentadora de televisión debutó en 2004, con Madrid+Joven, en Telemadrid, junto a Luis MIguel Torrecillas. Tarea que retomó, finalizada la serie Amar es para siempre, en 2024, la autonómica Aragón TV, con Tenía que ser de aquí, espacio de entrevistas a personajes de la cultura, el deporte y la sociedad aragonesa. El capítulo dedicado a Pau Donés, mereció el  Premio de la Música Aragonesa 2025 al mejor audiovisual. También en 2024 concursó en MasterChef Celebrity 9 (La 1). Y en esta cadena pública, en 2025, presentó el concurso La pirámide.      
Ha recibido numerosos premios, entre ellos, el IV premio 'Villa de La Almunia de las Artes Cinematográficas (2012), concedido por el Ayuntamiento de esa localidad zaragozana.   En 2023 recibe el Premio Talento aragonés, concedido por el Festival de Cine de Comedia de Tarazona y el Moncayo, en Tarazona, Zaragoza. 
En 2024 la Fundación Ortega-Marañón le concedió el Premio Maruja Mallo en la categoría de Narrativa. Unos galardones que coincidiendo con el Día de la Mujer, se entregan anualmente a ocho mujeres de diferentes disciplinas por su trayectoria y liderazgo. Junto a ella resultaron premiadas, entre otras, la filósofa Victoria Camps, la escultora Cristina Iglesias y la periodista Gloria Lomana. 
Es embajadora del FIP Tocando el cielo, un Festival internacional de música clásica, de Panticosa, Huesca, muy comprometido con el papel de la mujer en la música dando visibilidad a compositoras como Clara Schuman o Fanny Mendelssohn.

## Escritora
Compagina la interpretación con la escritura. Con su hermano Jorge publicó en 2020 la Colección Miranda (Ed. Edelvives),  libros infantiles que narran la vida de grandes mujeres de la Historia, entre ellas Marie Curie, Hedy Lamarr, Coco Chanel, Indira Gandhi, Billie Holiday, Emily Brontë, Frida Kahlo, Amelia Earhart, Jane Goodall (con quien colaboran activamente a través de su instituto dando difusión a sus proyectos). La colección, de más de 15 libros, está traducida entre otros idiomas como ucraniano, lituano, rumano y ruso). 
En 2021 publica la colección de aventuras también junto a Jorge y a su marido Nacho Rubio: Miranda y Tato para acercar a los jóvenes (10-12 años) a los ODS (Objetivos de Desarrollo sostenible) de la Agenda 2030 de la ONU y animarles a ser más conscientes y comprometerse con la realidad que nos rodea para tener un mundo más sostenible y justo. 
Esta colección ganó el Premio de Literatura Infantil y Juvenil Artes & Letras 2021, concedido por El Heraldo de Aragón.  
En agosto de 2025 publicó un cuento titulado La señora Matilde en el diario El País, y avanzó que tenía pendiente una novela sobre la historia de su infancia. 
Desde hace años imparte talleres sobre feminismo y coeducación en colegios, librerías y museos (como el Reina Sofía, el museo ABC o el museo del Romanticismo). También ha dado talleres literarios en Ciudad de México y en la Feria Internacional del libro de Guadalajara (Mx). 

## Vida personal
Está casada con el también actor Nacho Rubio, con quien tiene dos hijas, Daniela (nacida en mayo de 2014) y Julia (nacida en octubre de 2016) ambas han participado en Amar es para siempre, interpretando, respectivamente, a Ciriaco (temporadas 3.ª y 4.ª) y a Catalina (temporada 5.ª), los hijos pequeños de Marcelino y Manolita. 

## Filmografía

### Televisión

#### Series de televisión
| Año       | Serie                                 | Personaje                   | Cadena                 | Notas                      |
| --------- | ------------------------------------- | --------------------------- | ---------------------- | -------------------------- |
| 1998      | Periodistas                           | Sonia                       | Telecinco              | 1 episodio                 |
| 2000      | El grupo                              | María                       | Telecinco              | 1 episodio                 |
| 2002      | Demium                                | Eva                         | Antena 3               | TV Movie                   |
| 2003      | Ana y los 7                           | Trini                       | La 1                   | 2 episodios                |
| 2003      | La sopa boba                          |                             | Antena 3               | 1 episodio                 |
| 2005-2012 | Amar en tiempos revueltos             | Manuela "Manolita" Sanabria | La 1                   | 1717 episodios             |
| 2008      | Impares                               | Loli                        | Antena 3               | 1 episodio                 |
| 2008      | Flores para Belle                     | Manuela "Manolita" Sanabria | La 1                   | Especial AETR, 1 episodio  |
| 2009      | ¿Quién mató a Hipólito Roldán?        | Manuela "Manolita" Sanabria | La 1                   | Especial AETR, 2 episodios |
| 2010      | Alta traición                         | Manuela "Manolita" Sanabria | La 1                   | Especial AETR, 1 episodio  |
| 2011      | La muerte a escena                    | Manuela "Manolita" Sanabria | La 1                   | Especial AETR, 2 episodios |
| 2013-2024 | Amar es para siempre                  | Manuela "Manolita" Sanabria | Antena 3               | 2829 episodios             |
| 2019      | La tragedia de Biescas                | Carla                       | Aragón TV              | TV Movie                   |
| 2020      | El último show                        | Marisa                      | Aragón TV / HBO España | 8 episodios                |
| 2020-2021 | #Luimelia                             | Manuela "Manolita" Sanabria | Atresplayer            | 3 episodios                |
| 2025      | Física o química: La nueva generación | Brianda Milán               | Atresplayer            | 7 episodios                |
| 2026      | Entre tierras                         |                             | Atresplayer            |                            |

#### Programas de televisión
| Año       | Título                 | Cadena    | Notas                       |
| --------- | ---------------------- | --------- | --------------------------- |
| 2004-2005 | Madrid+Joven           |           | Presentadora                |
| 2024      | Y ahora Sonsoles       | Antena 3  | Invitada (1 programa)       |
| 2024      | Tenía que ser de aquí  | Aragón TV | Presentadora                |
| 2024      | El cazador Stars       | La 1      | Invitada (2 programas)      |
| 2024      | MasterChef Celebrity 9 | La 1      | Concursante - 8.ª expulsada |
| 2025      | La pirámide            | La 1      | Presentadora                |

### Largometrajes
- Nada en la nevera, como Natalia. Dir. Álvaro Fernández Armero (1998)
- Celos, como Trini. Dir. Vicente Aranda (1999)
- El arte de morir, como chica en la discoteca. Dir. Álvaro Fernández Armero (2000)
- Corazón de bombón, como Susana. Dir. Álvaro Sáenz de Heredia (2001)
- School Killer, como Rosa. Dir. Carlos Gil (2001)
- La soledad era esto, como amiga de Bárbara. Dir. Sergio Renán (2002)
- Bestiario, como Maru. Dir. Vicente Pérez Herrero (2002)
- Esta noche, no, como Carmen. Dir. Álvaro Sáenz de Heredia (2002)
- Perro flaco, reparto. Dir. Ernesto Martín (2011)
- Bendita calamidad, reparto. Dir. Gaizka Urresti (2014)
- Tierra baja, como Marian. Dir. Miguel Santesmases (2025)
- Cariñena, vino del mar como Palmira. Dir. Javier Calvo (2025)

### Cortometrajes
- Franco no puede morir en la cama, como Marta. Dir. Alberto Macías (1998)
- Los aficionados, reparto. Dir. Felipe G. Luna (2000)
- Intro, protagonista. Dir. Carlos del Puerto (2005)
- Entrevista a Víctor, Dir. Boris Kozlov (2006)
- Termitas, protagonista. Dir. Raúl Acín (2006)
- Pasión por el Fútbol. La jugada más ardiente de la temporada, Dir. Rut Suso y María Pavón (2007)
- Perrito chino, como la panadera. Dir. Fran Gil-Ortega (2012)

## Teatro
- Zatureki, montaje para 4.º curso de la RESDAD (2000)
- Estaba en casa, y esperé que llegara la lluvia. Dir. Darío Facal, junto con la Compañía Metatarso (2002)
- Doña Rosita la soltera, como Rosita. Dir. Federico García Lorca/Antonio D. Florián, junto con la Compañía Espada de Madera  (2004)
- El principito, como Rosa, zorra y serpiente. Dir. Pablo R. Escola (2007-2009)
- La Lección. Dir. J. M. Gual, en el Teatro Español (2009-2010)
- Tartufo. Dir. Hernán Gené (2011)
- Dani y Roberta. Dir. J. M. Gual, en el Teatro Español (2012)
- Lúcido. Dir. Amelia Ochandiano (2012-2014)
- Historia del soldado Dir. Amelia Ochandiano (2015)
- Nerón. Dr.  Alberto Castrillo-Ferrer (2018). Festival de Mérida. [22]

## Libros
- “Colección de Miranda”, escritas por ella y su hermano Jorge Miranda con ilustraciones de Lola Castejón y ayudados por el chef Nacho Rubio. Editado por Edelvives
- Colección Miranda y Tato. (2021, Edelvives) Escrita junto a Nacho Rubio y Jorge Miranda e ilustrada por Àngeles Ruiz.